# Villa Biscossi
Villa Biscossi es una comune italiana de la provincia de Pavía, región de Lombardía. Tiene una población estimada, a fines de agosto de 2021, de 57 habitantes.

## Evolución demográfica
| Gráfica de evolución demográfica de Villa Biscossi entre 1861 y 2021 |
|                                                                      |
| Fuente ISTAT - elaboración gráfica de Wikipedia                      |